# Power to All Our Friends
A Power to All Our Friends (magyarul: Hatalmat minden barátunknak) egy dal, amely az Egyesült Királyságot képviselte az 1973-as Eurovíziós Dalfesztiválon. A dalt Cliff Richard adta elő angol nyelven.
A dal a brit nemzeti döntőn nyerte el az indulás jogát.
Az Eurovíziós Dalfesztiválon fellépési sorrendben tizenötödikként adták elő a ír Maxi I do a dream után és a francia Martrine Clemencau Sans toi című dala előtt. A szavazás során százhuszonhárom pontot szerzett, vagyis a harmadik helyet érte el a tizenhét fős mezőnyön belül.
A következő brit induló Olivia Newton-John Long Live Love című dala volt az 1974-es Eurovíziós Dalfesztiválon.